# ویکتوریا شالت
ویکتوریا شالت (به انگلیسی: Victoria Shalet) (زادهٔ ۹ دسامبر ۱۹۸۱) بازیگر انگلیسی است.
از فیلم‌های معروف او می‌توان به بازی در فیلم‌های در امتداد درخشش و جن‌زده اشاره کرد.